# Oxyothespis senegalensis
Oxyothespis senegalensis är en bönsyrseart som beskrevs av Henri Saussure 1870. Oxyothespis senegalensis ingår i släktet Oxyothespis och familjen Mantidae. Inga underarter finns listade i Catalogue of Life.